# Heterocerus crossi
Heterocerus crossi är en skalbaggsart som beskrevs av Miller 1995. Heterocerus crossi ingår i släktet Heterocerus och familjen strandgrävbaggar. Inga underarter finns listade i Catalogue of Life.